# (32322) 2000 QS57
2000 QS57 (asteroide 32322) é um asteroide da cintura principal. Possui uma excentricidade de 0.08382630 e uma inclinação de 4.38919º.
Este asteroide foi descoberto no dia 26 de agosto de 2000 por LINEAR em Socorro.